# Дербі (Мінделу)
Футебол Клубе Дербі або просто ФК Дербі (порт. Futebol Clube Derby) — професіональний кабовердійський футбольний клуб з міста Мінделу, на острові Сан-Вісенті. Це друга за силою команда регіону, яка вигравала найбільшу кількість титулів після здобуття незалежності в 1960—1970-х роках. Зараз посаду президента клубу обіймає Карлуш Альберту Лопеш, а тренер — Альмара, який раніше тренував команди з Фогу «Дешпортіву» та «Мінделенси». Клуб отримав прізвисько «Дракони».
Дербі є одним з найуспішніших футбольних клубів Кабо-Верде, завоювала 20 титулів, 3 з яких — національні, 17 — регіональні.

## Історія клубу
У 2005 році «Дербі» вийшов до національного чемпіонату, у матчі 2-го туру команда з Мінделу з рахунком 10:3 переграла «Академіку Порту Нову», команду з Санту-Антау з північно-західної частини острова, цей матч став другим найрезультативнішим у сезоні та найбільшою перемогою «Дербі» в національному чемпіонаті. У 2006 році переможець в Чемпіонаті острова Сантьягу (Північ) не брав участі в національному чемпіонаті, не зважаючи на це, ФК «Дербі» потрапив туди автоматтично як переможець регіонального чемпіонату в 2005 році. Після перемоги в регіональному кубку 2007 року «Дербі» став першою командою цієї частини острова, яка вийшла до першого в історії розіграшу Кубку Кабо-Верде, але в цьому турнірі особливих успіхів не досяг. У 2008 році, після завоювання нового регіонального трофея, команда вийшла до чемпіонату Кабо-Верде 2008 року. «Дербі» потрапив до групи B й став першим серед шести клубів, який переміг у всіх 5-ти матчах й набрав 15 очок, клубний рекорд. У сезоні 2015 року клуб знову потрапив до групи B й став єдиним, з-поміж 6-ти інших, який виграв у всіх 5-ти матчах й набрав 15-очок, цей же результат повторив й «Мінделенси», але «Дербі» при цьому пропустив 2 м'ячі.
Загалом «Дербі» зіграв у 11-ти сезонах національного чемпіонату. З моменту введення систем набраних очок у національному чемпіонаті на початку 1990-х років, Дербі набрав 82 очки.

### Повна історія участі в плей-оф та досягнення команди
Вперше в чемпіонаті Кабо-Верде «Дербі» взяв участь у 1965 році, у фіналі якого з рахунком 2:3 поступився клубу «Академіка» (Прая), це був єдиний виступ клубу в національному чемпіонаті колоніального періоду.
ФК «Дербі» вперше після здобуття країною незалежності вийшов до плей-оф у 1984 році та переграв «Академіку» (Еспаргуш) з рахунком 3:2. У плей-оф 2000 року ФК «Дербі» зустрівся з «Академікою Операрією», командою з острова Саль-Реї. Перший матч закінчився з нічийним рахунком 1:1, а в другому перемогла з рахунком 1:0 «Академіка Оперія» та виграла чемпіонат 2000 року. У фіналі чемпіонату 2005 року зі Спортінгом з Праї перший матч закінчився нічиєю 1:1, а другий перемогою ФК «Дербі» з рахунком 4:3, таким чином клуб завоював своє третє чемпіонство в Кабо-Верде, але команда відмовилася від участі в Лізі чемпіонів КАФ наступного року. Клуб посів друге місце в чемпіонаті острова 2008 року, в той час як КС Мінделенше посіли перше місце в регіональній лізі та здобули право вступити в національному чемпіонаті, а «Дербі» довелося чекати ще 7 років. в якому вони перемогли 2014 року. ФК «Дербі» вийшов до фіналу в 2015 році, де вони зустрілися зі суперником з їх рідного міста, клубом КС Мінделенше, обидва матчі завершилися з рахунком 1:1, а в серії післяматчевих пенальті поступилися Мінделенси з рахунком 4:3, таким чином ФК «Дербі» посів друге місце в регіональному чемпіонаті, але вийшов до національного чемпіонату, оскільки «Мінделенси» отримав туди путівку автоматично, як переможець національного чемпіонату 2014 року. Цей фінал став останнім для клубу, перед введенням 2-колової системи в 2016 році.
Таким чином, «Дербі» 5 разів потрапляв до фіналу національного чемпіонату, в яких зіграв 9 матчів.

### Участь в континентальних змаганнях під егідою КАФ
Їх перша і на даний момент крайня поява в Лізі чемпіонів КАФ припала на 2001 рік, в якому команда програла гамбійському клубу ФК «Реал де Банджул» у двох матчах попереднього раунду з рахунком 0:1 в кожному з них. Як команда, яка посіла друге місце в національному чемпіонаті 2015 року, в зв'язку з невідомими причинами, ФК «Дербі» відмовився від участі 2016 року в Кубку конфедерацій КАФ 2016 року.

### Місцеві (острівні) змагання
Свій перший та єдиний матч у регіональному чемпіонаті сезону 1938 року команда зіграла (й поступилася) проти Мінделенси, аналогічна ситуація повторилася й у 1939 році. 
ФК «Дербі» виграв свій перший титул у 1965 році, пізніше ФК «Дербі» виграв ще чотири острівні (або регіональні) титули поспіль в період з 1983 по 1986 роки, пізніше вони виграли два поспіль чемпіонства в 2000 і 2001 роках, їх наступні титули будуть завойовані в 2001, 2005, 2008 роках, а їх останній на сьогодні у 2014 році. З 2014 року за кількістю регіональних трофеїв «Дербі» разом з «Академікою» (Мінделу) посідає друге місце серед команд регіону (по 10). У період з 1985 по 2014 роки за цим же показником команда посідала 3-тє місце.
Серед інших змагань варто відзначити здобуття регіональних (острівних) кубків у 2004, 2005 і 2007 роках, перемогу у відкритому чемпіонаті в 2001 та 2011 роках, а також єдиний тріумф у регіональному Суперкубку — в 2005 році.

## Герб клубу
Герб клубу має чорний, білий та блакитні кольори; напис «ФК Дербі» знаходиться зверху; має дракона, який випускає полум'я та тримає щит, а також футбольний м'яч блакитного кольору. Поблизу голови дракона є стрічка, на якій можна прочитати два написи: «Мінделу Сідаде» (Фортеця «Мінделу») та «Морабеза» у правому кутку. У верхній частині щиту знаходяться три великі латинські літери «F.C.D.» (очевидно, розшифровується як Футбольний Клуб «Дербі»), щит — з синьо-білими смугами.

## Форма
Домашня форма клубу представлена смугастою синьо-білою футболкою, синіми шортами та білими шкарпетками. Виїзна форма команди складається з футболки чорного кольору та білої смуги, яка проходить по діагоналі зліва направо, а також білих шортів та чорних шкарпеток. Дизайн форми нещодавно було змінено.
Його колишня форма була синього кольору з білими рукавами та однією смугою білого кольору, білими шкарпетками та синіми шортами для домашніх ігор; біла футболка з блакитними рукавами та блакитними шкарпетками для виїзних ігор, обидва зразки використовувалися до 2014 року. У період з вересня 2014 по жовтень 2016 роки команда використовувала синьо-білу футболку, сині шорти та білі шкарпетки. Виїзна форма складалася з чорної футболки, з верхньої лівої частини якої проходила широка біла смуга, чорних шортів та чорних шкарпеток.

## Стадіон
Домашні поєдинки клуб проводить на «Муніципальному стадіоні ім. Адеріту Сена», який раніше вміщував 4000 уболівальників, а після реконструкції — 5000 глядачів. Названий на честь одного з найперших гравців клубу, Адеріту Карвалью да Сена (1905—1970). «Мінделенси», «Академіка» (Мінделу), «Амарантеш» та «Батукуе» також грають на цьому стадіоні. «Дербі» також тренується та інколи проводить матчі на стадіоні «Аділсон Насіменту».

## Принципові протистояння
Найпринциповішим суперником «Дербі» є «Мінделенси». У 2015 році вперше це протистояння можна було спостерігати в національному чемпіонаті.

## Досягнення
- Чемпіонат Кабо-Верде з футболу
  -  Володар (3): 1984, 2000, 2005
  -  Фіналіст (2): 2008, 2015

- Чемпіонат острова Сан-Вісенті
  -  Чемпіон (7): 1983, 1984, 1985, 2000, 2001, 2005, 2008, 2014

- Кубок острова Сан-Вісенті з футболу
  -  Володар (3): 2004, 2005, 2007

- Відкритий чемпіонат острова Сан-Вісенті з футболу :
  -  Чемпіон (1): 2001

- Суперкубок острова Сан-Вісенті
  -  Володар (1): 2005.

## Статистика виступів у лігах та кубках

### Колоніальний період
| Рік  | Фінали | Клуб               | Результат |
| ---- | ------ | ------------------ | --------- |
| 1965 | 3–2    | «Академіка» (Прая) | Фіналіст  |

### Національний чемпіонат
| Сезон                          | Див.                           | Міс.                           | Іг. | В  | Н  | П  | ЗМ  | ПМ | РМ  | О  | Кубок | Примітки        | Плей-офф       |
| ------------------------------ | ------------------------------ | ------------------------------ | --- | -- | -- | -- | --- | -- | --- | -- | ----- | --------------- | -------------- |
| 2000                           | 1B                             | 1                              | 2   | 1  | 1  | 0  | 1   | 0  | +1  | 4  |       | Також у фіналі  | Чемпіон        |
| 2001                           | 1                              | 5                              | 6   | 2  | 2  | 2  | 6   | 7  | -1  | 8  |       |                 |                |
| 2005                           | 1B                             | 2                              | 5   | 4  | 1  | 0  | 23  | 3  | +20 | 13 |       | Чемпіон         |                |
| 2006                           | 1A                             | 1                              | 4   | 3  | 1  | 0  | 13  | 2  | +11 | 10 |       | 4-те місце      |                |
| 2008                           | 1B                             | 1                              | 5   | 5  | 0  | 0  | 14  | 3  | +11 | 15 |       |                 | 2-ге місце     |
| 2014                           | 1A                             | 5                              | 5   | 4  | 1  | 3  | 4   | 6  | -2  | 4  |       | Не пройшов      | не брав участь |
| 2015                           | 1A                             | 1                              | 5   | 5  | 0  | 0  | 12  | 2  | +1  | 15 |       | 2-ге місце      |                |
| 2016                           | 1A                             | 1                              | 5   | 4  | 1  | 0  | 8   | 2  | +6  | 13 |       | Вихід до фіналу | 1/2 фіналу     |
| Всього:                        | Всього:                        | Всього:                        | 37  | 28 | 7  | 5  | 81  | 25 | +50 | 82 |       |                 |                |
| Всього з урахуванням плей-офф: | Всього з урахуванням плей-офф: | Всього з урахуванням плей-офф: | 55  | 36 | 12 | 10 | 107 | 44 | +63 |    |       |                 |                |

### Регіональний (острівний) чемпіонат

#### До 1960-их років
| Рік  | Фінал(и) | Фінал(и) | Клуб       | Результат |
| ---- | -------- | -------- | ---------- | --------- |
| 1938 | Поразка  | Поразка  | Мінделенси | Фіналіст  |
| 1939 | Поразка  | Поразка  | Мінделенси | Фіналіст  |

#### З 1960-их років
| Сезон   | Див. | Міс. | Іг. | В | Н | П | ЗМ | ПМ | РМ  | О  | Кубок      | Суперкубок | Примітки                                 |
| ------- | ---- | ---- | --- | - | - | - | -- | -- | --- | -- | ---------- | ---------- | ---------------------------------------- |
| 2004-05 | 2    | 1    | -   | - | - | - | -  | -  | -   | -  | Переможець | Переможець | Вихід до Національного чемпіонату        |
| 2007-08 | 2    | 1    | -   | - | - | - | -  | -  | -   | -  |            |            | Вихід до Національного чемпіонату        |
| 2013-14 | 2    | 1    | 14  | 9 | 5 | 0 | 27 | 9  | +18 | 32 |            | 2-ге місце | Вихід до Національного чемпіонату        |
| 2014-15 | 2    | 2    | 14  | 6 | 4 | 4 | 19 | 15 | +4  | 22 |            |            | Також вийшов до Національного чемпіонату |
| 2015–16 | 2    | 2    | 14  | 7 | 6 | 1 | 26 | 11 | +15 | 27 |            |            | Також вийшов до Національного чемпіонату |

### Кубок федерації
| Сезон   | Рег. Див. | Міс. | Іг. | В | Н | П | ЗМ | ПМ | РМ  | О  |
| ------- | --------- | ---- | --- | - | - | - | -- | -- | --- | -- |
| 2016–17 | 1         | 2    | 7   | 5 | 1 | 1 | 16 | 5  | +11 | 16 |

### Виступи в турнірах під егідою КАФ
| Сезон | Турнір             | Раунд      | Клуб                | Вдома | На виїзді | Загальний |
| ----- | ------------------ | ---------- | ------------------- | ----- | --------- | --------- |
| 2001  | Ліга чемпіонів КАФ | Попередній | ФК «Реал де Банжул» | 0-1   | 0-0       | 0-0       |

## Деякі статистичні дані
- Найкращий міжнародний виступ: Попередній раунд
- Найкращий виступ у кубкових змаганнях: Фіналіст (регіональний)
- Найкращий результат у Кубку Федерації: 1-ше місце
- Загальна кількість сезонів у національних чемпаіонатах:
  - Загалом: 12
    - Колоніальна доба: 1
    - Після здобуття незалежності: 11

  - Загальна кількість виступів у регіональних Суперкубках: 3
- Найбільша кількість забитих м'ячів за сезон в національному чемпіонаті: 23 (регулярна частина), 32 (з урахуванням матчів плей-офф)
- Найбільша кількість набраних очок за сезон: 15 (національний чемпіонат)
- Загальна кількість набраних очок: 82 (національний чемпіонат)
- Найрезультативніший матч у Національному чемпіонаті: Дербі 10:1 Академіка (Порту-Нову), 21 травня 2005 року
- Найменша кількість забитих м'ячів за сезон: 3 (національний чемпіонат)
- Виступи у кубкових змаганнях: 1 (національний)

## Відомі гравці
- Колега (в 2000 році)
- Іка (в 2000 році)
- Карлуш душ Сантуш Родрігеш (Понк) — в 2011-12 роках грав у молодіжній команді.
- Тубола (грав на міжнародному рівні у 2006 році)

## Президенти
- Аугусту Васконкелуш Лопеш (в 2012 році)
- Карлуш Альберту Лопеш (на даний момент)

## Менеджери
- Альберту Гоміш та Антоніу Діаш (Іка)
- Тчіда (в 2012 році)
- Альмара (на сьогодні)